# Hidroclorotiazida
La hidroclorotiazida (también hidroclorotiacida, en ocasiones abreviada como HCT, HCTZ o HZT) es un fármaco diurético de primera elección perteneciente al grupo de las tiazidas. Actúa inhibiendo los co-transportadores de sodio/cloro en el túbulo contorneado distal del riñón para inhibir la reabsorción de agua, haciendo que aumente la cantidad de orina. Esto reduce el volumen de la sangre, disminuyendo su retorno al corazón y de esa manera el gasto cardíaco. Además, mediante otros mecanismos, se cree que disminuye la resistencia vascular periférica. La hidroclorotiazida se vende como medicamento genérico y con varios nombres comerciales. La dosis adecuada de hidroclorotiazida puede ser diferente para cada paciente.

## Usos
- hipertensión arterial
- insuficiencia cardiaca congestiva
- edemas producidos por fallo del corazón, riñón o hígado
- diabetes insípida renal
- acidosis tubular renal
- hipercalciuria idiopática

## Nombres comerciales
- Amval H (amlodipino/valsartán/hidroclorotiazida)
- Amdipin H (amlodipino/hidroclorotiazida)
- Teveten plus (eprosartán/hidroclorotiazida)

## Precauciones
La hidroclorotiazida puede aumentar la cantidad de orina o la frecuencia en orinar. Al principio del tratamiento puede producir también sensación de cansancio; por ello es bueno planificar con el médico las mejores horas para tomar este medicamento, con el fin de que afecte lo menos posible la actividad. En casos de insuficiencia renal o hepática, se reduce la dosis.[cita requerida]
No es recomendable una exposición prolongada a la luz del Sol, ya que la hidroclorotiazida puede aumentar la sensibilidad de la piel frente a la luz  y provocar la aparición de manchas rojas. Se debe respetar el horario pautado. Si se olvida tomar una dosis, hay que tomarla tan pronto como sea posible y volver a la pauta habitual, pero si falta poco tiempo para la próxima dosis, no duplicarla y continuar tomando el medicamento como se había indicado.[cita requerida]

## Efectos secundarios
- cefalea
- disfunción eréctil
- fotosensibilidad
- hipercalcemia
- hiperglucemia
- hiperuricemia y gota
- hipopotasemia
- hipomagnesemia
- náusea/vómito